# Kimura Takeyasu

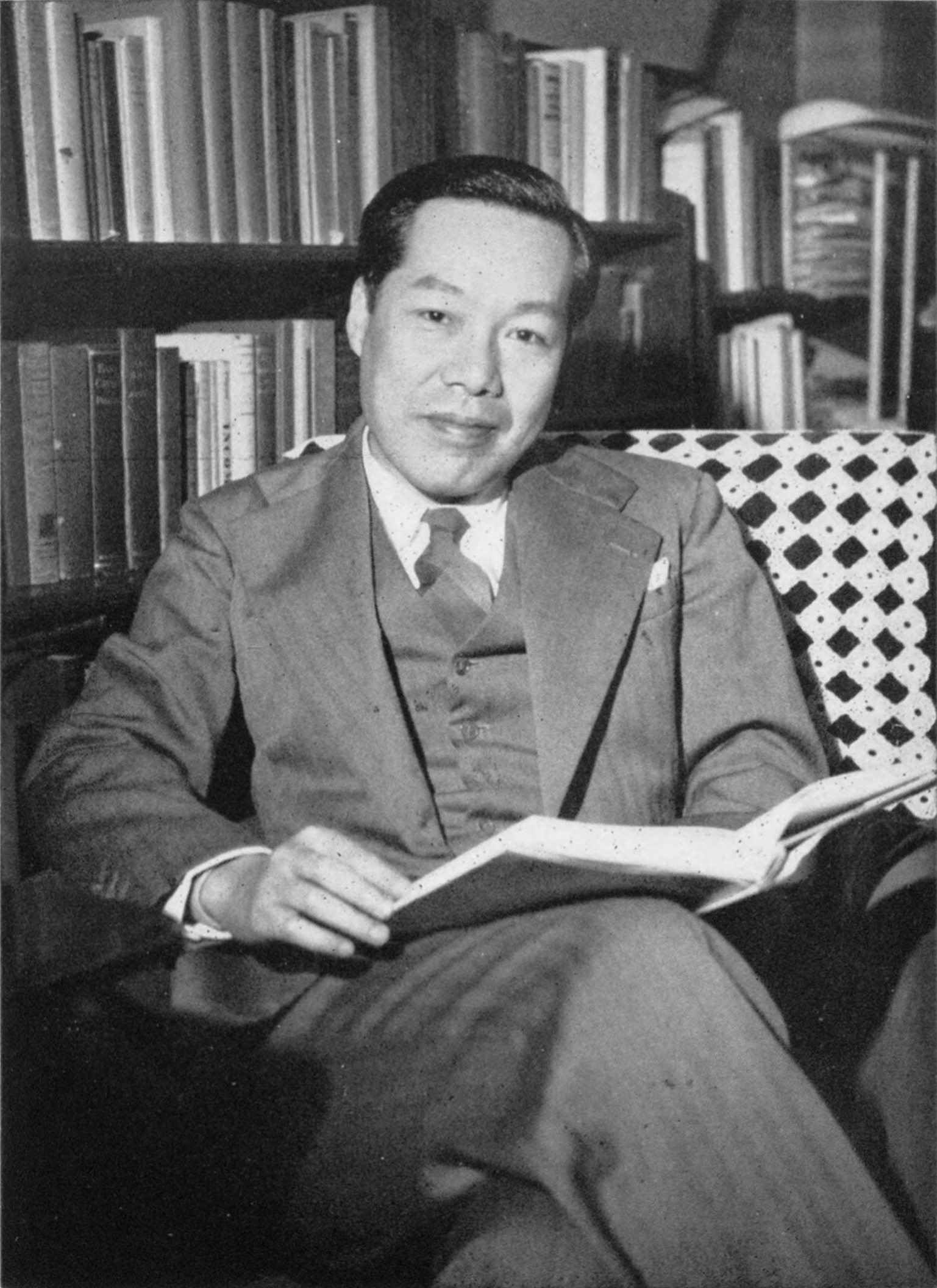
Kimura Takeyasu (1954)

Kimura Takeyasu (japanisch 木村 健康; geboren 26. Februar 1909 in Torikai (Präfektur Fukuoka); gestorben 7. Dezember 1973) war ein japanischer Wirtschaftswissenschaftler.

## Leben und Wirken
Kimura Takeyasu schloss 1931 sein Studium an der Universität Tokio im Fach Wirtschaftswissenschaften ab. Er wurde zunächst Mitarbeiter, dann Assistenzprofessor an der Fakultät für Wirtschaftswissenschaften seiner Alma Mater. Als es 1939 zu Auseinandersetzungen bezüglich Reformen der Wirtschaftswissenschaftlichen Fakultät im Sinne des wachsenden Militarismus kam und Professor Kawai Eijirō (1891–1944) entlassen wurde, nahm auch er seinen Abschied und wurde Sonderverteidiger für Kawai. Ab 1941 arbeitete er als Lehrer an der „1. Höheren Schule, Tokio“.
Nach dem Zweiten Weltkrieg konnte Kimura 1946 an die Universität Tokio zurückkehren. 1949 wurde er Dekan der Wirtschaftswissenschaftlichen Fakultät und gleichzeitig Professor der im selben Jahr neu gegründeten Fakultät für Erziehungswissenschaften. 1951 war er der erste Vorsitzende der Abteilung für Geisteswissenschaften des Fachkurses an derselben Fakultät. 1969 trat er in den Ruhestand und zwar als Meiyo Kyōju. Anschließend war er als Professor und als 1. Dekan der neugegründeten Fakultät für Wirtschaftswissenschaften der Seikei-Universität tätig.
Kimura machte in Japan die Lehre von W. W. Rostow bekannt, nach der sich die Wirtschaft in bestimmten Schritten entwickelt. 1958 wurde er für sein Werk „Kindai keizaigaku kyōshitsu“ (近代経済学教室) – „Lehrbuch zur Wirtschaftswissenschaft der Gegenwart“ mit dem Mainichi-Kulturpreis ausgezeichnet.
Zu Kimuras weiteren Schriften gehören „Kōsei keizai-gaku josetsu“ (厚生経済学序説) – „Einführung in die Wohlfahrtsökonomie“ 1969 und „Aikokushin wa to towarete“ (愛国心はと問われて) – „Patriotismus ist zu hinterfragen“ 1971.